# Marial Shayok
Marial Makur Shayok (Ottawa, Ontario, 26 de julio de 1995) es un baloncestista canadiense, de ascendencia sudanesa, que pertenece a la plantilla de los Shandong Hi-Speed Kirin de la CBA china. Con 1,96 metros de estatura, ocupa la posición de escolta.

## Trayectoria deportiva

### Universidad
Jugó tres temporadas con los Cavaliers de la Universidad de Virginia, en las que promedió 5,7 puntos, 2,0 rebotes y 1,0 asistencias por partido. En abril de 2017, al término de su temporada júnior anunció que optaba por ser transferido a los Cyclones de la Universidad Estatal de Iowa. Allí, tras el año de parón que impone la NCAA, jugó una última temporada, ya como titular, en la que promedió 18,7 puntos, 4,7 rebotes y 2,0 asistencias, siendo incluido en el mejor quinteto de la Big-12 Conference.

#### Estadísticas
| Año     | Equipo     | PJ  | PT | MPP  | %TC  | %3P  | %TL  | RPP | APP | ROB | TPP | PPP  |
| ------- | ---------- | --- | -- | ---- | ---- | ---- | ---- | --- | --- | --- | --- | ---- |
| 2014–15 | Virginia   | 34  | 1  | 14.6 | .405 | .380 | .630 | 1.8 | 1.0 | .6  | .3  | 3.8  |
| 2015–16 | Virginia   | 35  | 8  | 15.0 | .492 | .436 | .548 | 1.9 | 1.1 | .3  | .1  | 4.3  |
| 2016–17 | Virginia   | 34  | 14 | 20.6 | .445 | .328 | .796 | 2.4 | 1.0 | .9  | .3  | 8.9  |
| 2018–19 | Iowa State | 34  | 34 | 32.9 | .496 | .386 | .878 | 4.9 | 2.0 | .9  | .2  | 18.7 |
| Total   | Total      | 137 | 57 | 20.7 | .470 | .381 | .787 | 2.7 | 1.3 | .7  | .2  | 8.9  |

### Profesional
Fue elegido en la quincuagésimo cuarta posición del Draft de la NBA de 2019 por Philadelphia 76ers. En su primera temporada alternó apariciones con el primer equipo y con su filial en la G League, los Delaware Blue Coats.
El 6 de enero de 2021, firma por el Frutti Extra Bursaspor de la Basketbol Süper Ligi. En las filas del Bursaspor promedió 18.9 puntos, 6.9 rebotes y 4.1 asistencias.
El 21 de junio de 2021, se compromete con el Fenerbahçe de la Basketbol Süper Ligi.
Tras pasar fugazmente por la pretemporada de los Boston Celtics, finalmente renunciaron a su contratación. El 24 de octubre de 2022 se unió a los entrenamientos de los Maine Celtics.
En 2024 firma por los Shandong Hi-Speed Kirin de la CBA china.

### Selección nacional
Durante agosto y septiembre de 2023 fue integrante de la selección de Sudán del Sur que participó en el Mundial de 2023 celebrado en Asia, y que finalizó en decimoséptimo lugar.

## Estadísticas de su carrera en la NBA

### Temporada regular
| Año     | Equipo       | PJ | PT | MPP | %TC  | %3P  | %TL  | RPP | APP | ROB | TPP | PPP |
| ------- | ------------ | -- | -- | --- | ---- | ---- | ---- | --- | --- | --- | --- | --- |
| 2019-20 | Philadelphia | 4  | 0  | 7.0 | .250 | .333 | .750 | 1.8 | .3  | .3  | .0  | 2.8 |
| Total   | Total        | 4  | 0  | 7.0 | .250 | .333 | .750 | 1.8 | .3  | .3  | .0  | 2.8 |